# Golubinje
Golubinje (em cirílico:Голубиње) é uma vila da Sérvia localizada no município de Majdanpek, pertencente ao distrito de Bor, na região de Timočka Krajina. A sua população era de 1079 habitantes segundo o censo de 2002.

## Demografia
| 1948  | 1953  | 1961  | 1971  | 1981  | 1991  | 2002  |
| ----- | ----- | ----- | ----- | ----- | ----- | ----- |
| 1 907 | 1 983 | 2 073 | 1 755 | 1 566 | 1 305 | 1 079 |